# Gerhild Diesner
Gerhild Diesner (* 4. August 1915 in Innsbruck; † 5. September 1995 ebenda) war eine österreichische Malerin.

## Leben und Wirken
Gerhild Diesner war die Tochter des Juristen und Beamten Rudolf Diesner; ihre Mutter Maria stammte aus Brixen. Nach der Volksschule besuchte sie das Gymnasium und die Privatschule Beaupré in Genf, wo sie 1930 ersten Zeichenunterricht hatte; von 1932 bis 1935 besuchte sie die Fachschule für Damenkleider; daneben nahm sie einen Aktkurs bei Heinrich Comploj. Es folgten alljährliche Aufenthalte in England, wo sie von 1935 bis 1937 bei ihrer Schwester lebte und sie an der Chelsea Art School und anschließend an der School of Art in Brighton bei Charles Knight studierte.
1937 kehrte sie zunächst nach Innsbruck zurück; von 1937 bis 1939 setzte sie ihre Ausbildung an der Akademie der Bildenden Künste München in der Abteilung Gebrauchsgraphik bei Ernst Dombrowsky, Ehmke und Emil Preetorius fort. Mit dem Ausbruch des Zweiten Weltkriegs arbeitete sie zunächst außerhalb der Kunst als Hotel-Sekretärin in Hofgastein; 1940/41 ist sie in Dresden dienstverpflichtet. Von 1941 bis 1943 war sie im Tiroler Volkskunstmuseum in Innsbruck mit Trachtenbild-Bemalungen tätig und besuchte den Aktkurs bei Max von Esterle.

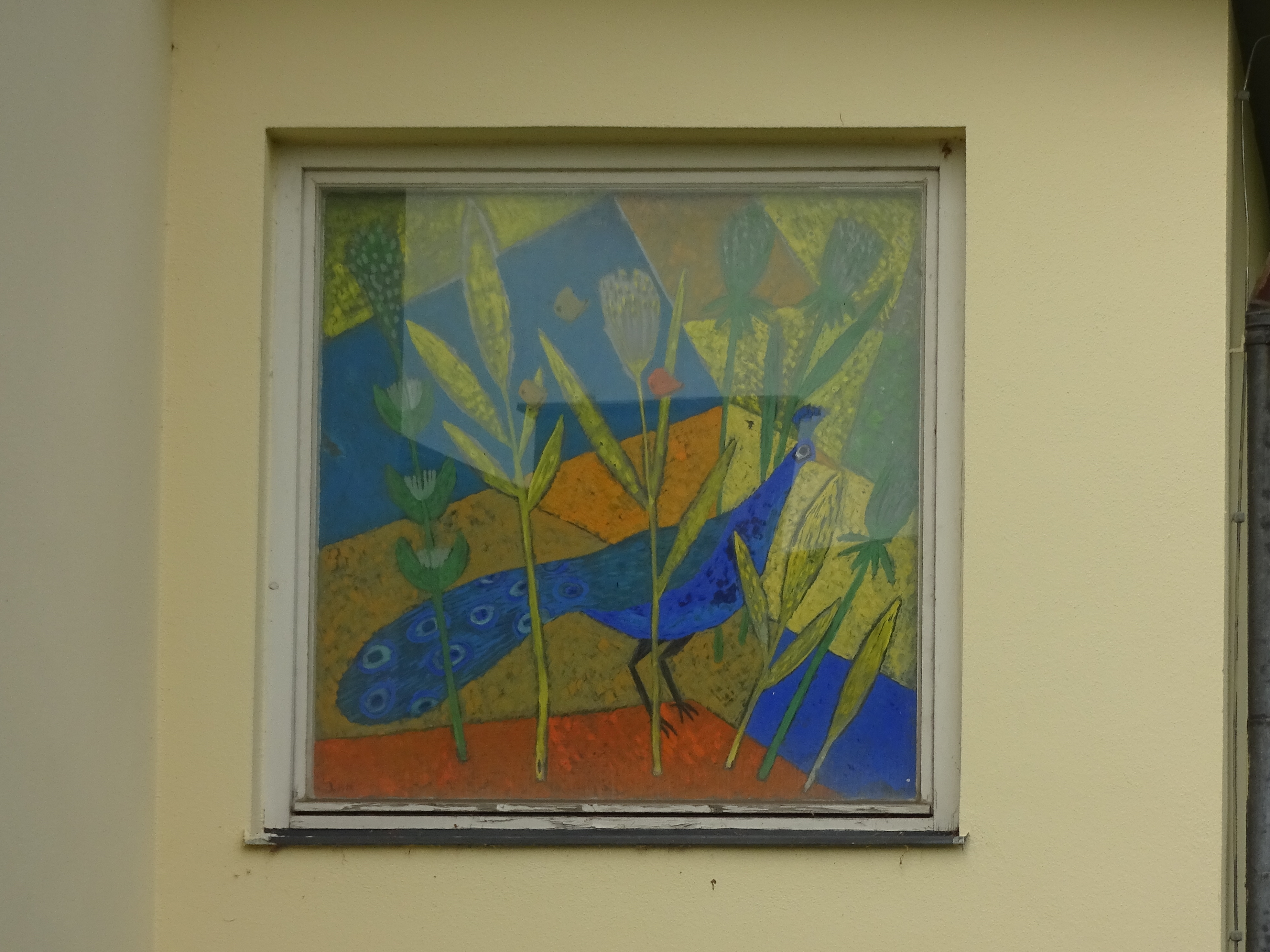
Pfau in Feld, ehem. Doppelvolksschule Pradl-Ost (um 1960)

Im Jahr 1943 begann ihre künstlerische Beschäftigung mit Frankreich, die richtungsweisend für ihre malerische Aussage werden sollte; 1943/44 studierte sie bei André Lhote in Paris, zeitweise auch an der École de la Grande Chaumiere. 1944 lebte sie in Weßling, Oberbayern als freischaffende Künstlerin. Zu Ende des Krieges werden fast alle Arbeiten, die in Frankreich entstanden waren und München eingelagert waren, zerstört. Nach Kriegsende folgten Bekanntschaften mit Paul Flora, Jörg Sackenheim und Bodo Kampmann, den sie 1949 heiratete und von dem sie sich 1953 wieder trennte, sowie mit Werner Scholz, Johannes Behler und Jakob Lederer in Alpbach, wo ihre erste Einzelausstellung im Rahmen der Alpbacher Hochschulwochen stattfand. 1947 wird ihre Tochter Olivia geboren, 1952 Sohn Nils. Zwischen 1955 und 1975 hielt sie sich in England, Portugal und Italien auf. 1975 wurde ihr der Professorentitel verliehen.
Sie liegt auf dem Friedhof in Innsbruck-Mühlau begraben.

## Bedeutung
Diesner schuf ein umfangreiches, von der Leuchtkraft der Farbe geprägtes Werk. Nach Gert Ammann gehört ihr Werk „zu den wichtigen Erscheinungen des Nachimpressionismus in Tirol - geprägt vom französischen Kolorit und vor allem durch die konsequente Kompositionsweise nach den Farb- und Formaufbauten André Lothes. Gauguin und Van Gogh, aber ebenso Henri Matisse waren ihre künstlerischen Orientierungen und Visionen. (…) Zusammen mit Max Weiler, Helmut Rehm, Walter Honeder und Werner Scholz hat Diesner die Malerei der Fünfzigerjahre in Tirol wesentlich mitbestimmt.“

## Auszeichnungen
- 1958 Kunstpreis der Stadt Innsbruck 2. Preis für Malerei
- 1982 Ehrenzeichen für Kunst und Kultur der Stadt Innsbruck[3]
- 1994 Tiroler Landespreis für Kunst

## Werke im öffentlichen Raum

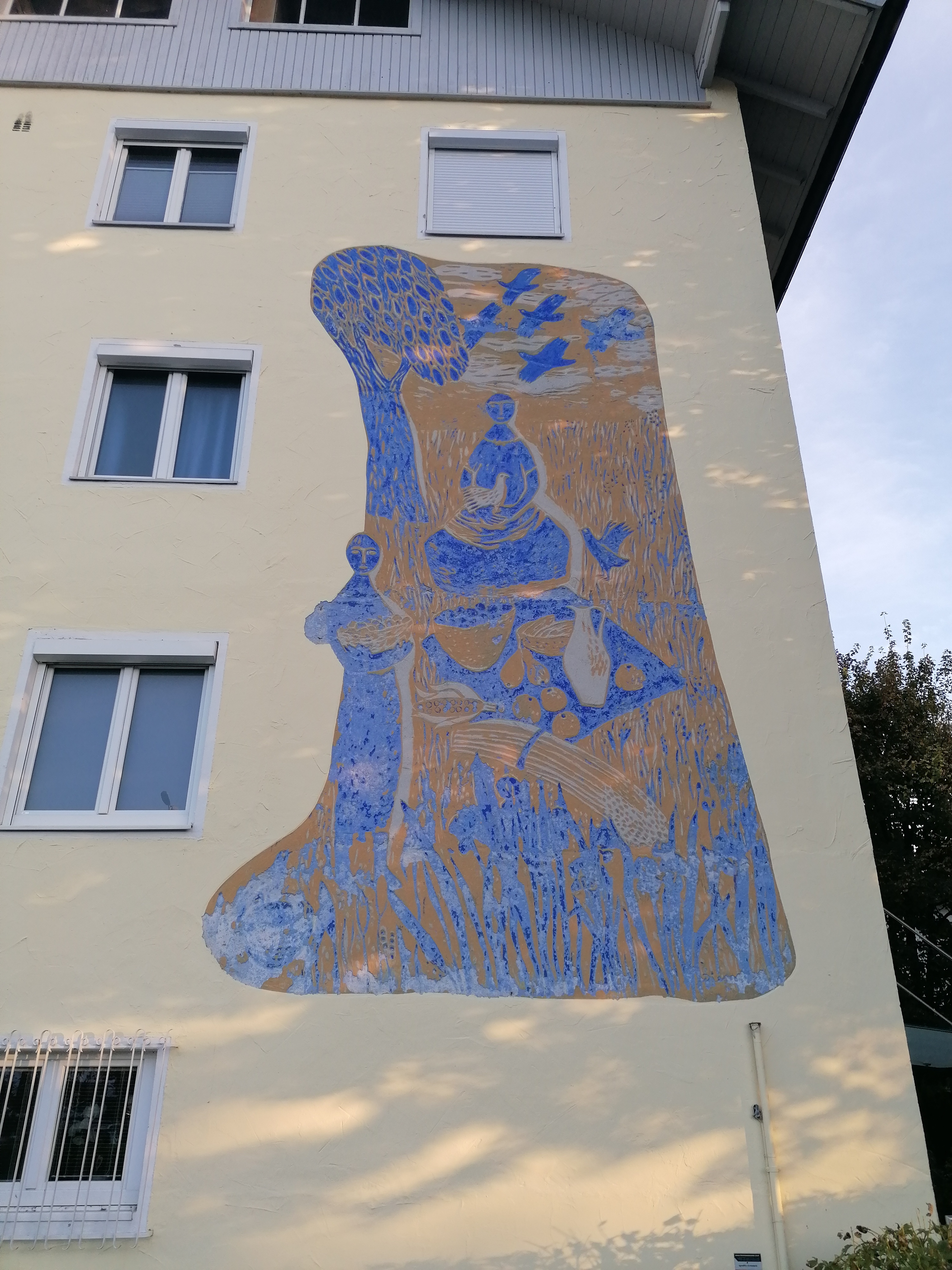
Erntedank, Angather Weg 3, Wörgl (1955)

- Deckenmalerei mit Engeln, Friedhofskapelle Seefeld, 1954[4]
- Sgraffito Erntedank, Wohnhaus Angather Weg 3, Wörgl, 1955[5]
- Glasfenster und Wandbilder mit Vögeln, Doppelvolksschule Pradl-Ost, Innsbruck, um 1960[6][7]